# 中国社会科学院数量经济与技术经济研究所
中国社会科学院数量经济与技术经济研究所是中华人民共和国的一所数量经济与技术经济研究机构，是中国社会科学院的直属研究单位。前身是1980年成立的中国社会科学院技术经济研究所。

## 历任领导
历任所长（负责人）为： 
- 李德仁（1980年－1982年）
- 乌家培（1982年－1985年）
- 李京文（1985－1998年）
- 汪同三（1998－2011年）
- 李平（2011年－）